# HIOC
HIOC是一种含氮有机化合物，化学式C
16H
19N
3O
3，属于N-乙酰血清素（NAS）衍生物，可作为脑源性神经营养因子受体TrkB的小分子激动剂。